# Xian de Laiyuan
Le xian de Laiyuan (涞源县 ; pinyin : Láiyuán Xiàn) est un district administratif de la province du Hebei en Chine. Il est placé sous la juridiction de la ville-préfecture de Baoding.

## Démographie
La population du district était de 261 146 habitants en 1999.